# آرالیق
آرالیق (به ترکی استانبولی: Aralık، به کردی: Başko‎، به ارمنی: Արալիխ) یک منطقهٔ مسکونی در ترکیه است که در استان ایغدیر واقع شده‌است. آرالیق ۸۲۱ متر بالاتر از سطح دریا واقع شده‌است.